# Cesta z Petrohradu do Moskvy
Cesta z Petrohradu do Moskvy (1790, rusky Путешествие из Петербурга в Москву, Putěšěstvije iz Pětěrburga v Moskvu) je intelektuální cestopis ruského prozaika, básníka, filozofa, sociálního myslitele a revolucionáře období osvícenství a preromantismu Alexandra Nikolajeviče Radiščeva, obsahující smělé úvahy o nevolnictví, samoděržaví a jiných zjevech společenského i státního života tehdejšího Ruska.
Radiščev využil uvolněné stavby sentimentálního cestopisu k nesmiřitelné kritice společenských poměrů a k nastínění programu lidové revoluce. Volá po reformě, po vzpouře a osvobozeni, kritizuje přítomnost korupce, zneužívání žen i dětí, vyjadřuje rozhořčení nad bídou a bezprávným postavením nevolníků, krutostí a morálním rozkladem šlechty i carského dvora i nad zneužíváním moci a úplatkářstvím carské administrativy, která nerespektuje platné zákony.
Hlavní hrdina knihy, typický představitel pokrokové šlechty, který cestuje v dostavníku, pozoruje život na jednotlivých zastávkách (podle nich se jmenují jednotlivé kapitoly knihy) a postupně prochází třemi vývojovými etapami. Nejprve shledává jen "ojedinělé nepořádky" samoděržaví a koriguje své přesvědčení o Rusku klidně žijícím pod vládou "osvícené" panovnice. Jak však stále více poznává zdrcující obraz bídy a nelidský útlak nevolníků, přemýšlí o reformách "shora", které by přinesly nápravu. Posléze mění zkušenosti z cesty jeho přesvědčení v jistotu, že pomoci si může jen sám lid. V postavě cestovatele, zejména díky jeho aktivnímu občanství, překonal Radiščev sentimentální charaktery hrdinů obvyklé v jeho době a předjal tak vývoj realistické prózy 19. století.
Kniha, kterou Radiščev vydal ve vlastní tiskárně v nákladu 650 kusů, měla tak obrovský úspěch, že si jí přečetla sama carevna Kateřina II. Byla jí tak pobouřena, že přikázala náklad zabavit a zničit a proti Radiščevovi zahájit trestní stíhání. Radiščev byl brzy zatčen a následně odsouzen k smrti. Tento trest mu byl milostí carevny změněn na desetileté vyhnanství na Sibiři v Ilimsku, odkud se mohl vrátit až roku 1796 po milosti od cara Pavla I.
V zahraničí vyšla Cesta z Petrohradu do Moskvy v Londýně roku 1858 a v Lipsku roku 1876, v Rusku však byla dlouho zakázána. Když byly v letech 1807–1811 vydány Radiščevovy sebrané spisy, toto dílo v nich chybělo. Následně mohly být z něho otištěny jen krátké úryvky a roku 1868 bylo povoleno vytisknout jen výtah. Když roku 1870 vyšel celý text znovu, bylo toto vydání opět zničeno. Ještě roku 1888 bylo dovoleno vytisknout jen 99 exemplářů.
Ne všichni však byli v Rusku knihou nadšeni. Patřil k nim překvapivě i Alexandr Sergejevič Puškin, jinak známý svými revolučními názory. Po četbě Radiščevovy knihy napsal Puškin parodii nazvanou Cesta z Moskvy do Petrohradu (1834, Путешествие из Москвы в Петербург), ve které porovnal životní podmínky ruských nevolníků z životními podmínkami anglických továrních dělníků a život ruského nevolníka mu připadal šťastnější. Také poukázal na to, že již Fonvizinovi, který koncem 18. století cestoval po Francii, připadalo postavení ruského rolníka lepší než situace francouzského sedláka.

## Česká vydání
- Cesta z Petrohradu do Mosky, obsaženo ve svazku Výbor z díla I., Slovanské nakladatelství, Praha 1952, přeložili Nataša Musiolová a Luděk Kubišta,
- Cesta z Petrohradu do Moskvy, SNKLHU, Praha 1954, přeložili Nataša Musiolová a Luděk Kubišta.